# Durgella
Durgella is een geslacht van weekdieren uit de klasse van de Gastropoda (slakken).

## Soorten
- Durgella densestriata Vermeulen, Liew & Schilthuizen, 2015
- Durgella levicula (Benson, 1859)